# Fareez Farhan
Fareez Farhan (29 luglio 1994) è un calciatore singaporiano, difensore del Geylang International.

## Carriera
Nella stagione 2011-2012 ha giocato nella S.League con la maglia del Gombak United.